# Малий курултай
Малий курултай (К(е)се Курултай; башк. Кесе Ҡоролтай) — установчо-законодавчий орган влади, передпарламент Башкурдистану.

## Історія передпарламенту
10 грудня 1917 року на III-му Всебашкирському установчому з'їзді був сформований передпарламент — Малий курултай.
20 грудня 1917 року на 18-му засіданні Установчого з'їзду з членів передпарламенту був сформований Уряд Башкурдистану, а також додатково було обрано 3 кандидати до Малого курултаю.
Передпарламентом за період його існування було прийнято ряд законів. 20 вересня 1918 року Малим курултаєм були прийняті «Правила щодо усунення земельних непорозумінь». У правилах стверджувалося, що якщо на землі приватного власника посів був зроблений іншою особою «з дозволу Радянської влади або загарбницьким чином», то дозволялося збирати врожай сіячу тільки при сплаті орендної суми за землю. Дані правила були введені в дію постановою № 1.
Після було прийнято постанову № 2, основною метою якої також було врегулювання земельних питань. Згідно з постановою № 2, всі землевласники і орендарі мали зобов'язання щодо надання інформації про розміри своїх земель і посівів кантонним і юртовим правлінням. Ухвалою № 2 була введена заборона здачі в оренду башкирським сільським товариствам, членів яких зобов'язали самим засівати свої землі, а юртовим і кантонним земельним відділам було запропоновано встановлювати розміри посівів для членів товариства. Малим курултаєм також був прийнятий закон, що стосувався питань лісового управління.
На початку 1919 року Малий курултай був розформований.

## Склад і повноваження передпарламенту
Малий курултай складався з 22 членів. Їх обирали по одному представнику на 100 тисяч населення пропорційно чисельності кожної народності. Цим фактом підкреслювався поліетнічний характер створюваної територіальної автономії. Депутатами парламенту могли обиратися особи обох статей не молодше 22 років, будь-якої національності і віри". Термін повноважень депутатів — 3 роки.
Малий курултай очолював голова. У складі передпарламенту також були посади заступника голови і двох секретарів.
На передпарламент були покладені установчо-законодавчі повноваження. Основними завданнями Малого курултаю були:
- остаточне доопрацювання законів Башкурдистану, прийнятих на Установчому з'їзді;
- формування уряду Башкурдистану та його міністрів;
- співпраця з іншими народами і окраїнами;
- скликання парламенту.

Крім цього, на передпарламент були покладені такі функції:
- забезпечення громадської безпеки;
- збір і витрата прямих (окладних і земських) податків;
- суд;
- управління збройними силами Башкурдистану;
- розпорядження народним надбанням, надрами, капіталами, землею, водами, лісами і та їх охорона;
- народна освіта;
- утримання міліції;
- народне продовольство, кооперація та дрібні кредити[2].

## Члени передпарламенту
У результаті таємного голосування були обрані члени передпарламенту: Юнус Бікбов, полковник Шагіхайдар Акчулпанов, Аллабірде Ягафаров, Саід-Ґірей Магазов, Абдрахман Фахретдінов, Нуріагзам Тагіров, Гайнулла Гірфанов, Ахмет-Закі Валіді, Хажиахмет Рамеєв, Муса Смаков, Галіахмет Аітбаєв, Хабібулла Габітов, Ризаітдин Фахретдінов, Шаріф Манатов, Сагіт Мрясов, Харіс Юмагулов, Джангірей Аміров, Гумер Куватов, Ільдархан Мутін, Іскандар Султанов, Усман Токумбетов, Габдулла Ідельбаєв.
Головою був обраний Ю. Ю. Бікбов.